# Complex Text Layout
Als Complex Text Layout wird in Computerprogrammen die Darstellung von Schriftsystemen bezeichnet, die nicht der Links-nach-rechts-Anordnung der westlichen Sprachen folgen. 
Es gibt mehrere Arten komplexer Schriftsysteme:
- Rechts-nach-links-Schreibweise (z. B. Arabisch oder Hebräisch)
- Bidirektionaler Text (häufig in Rechts-nach-links-Schriften, ansonsten in keiner lebenden Schrift)
- Vertikale Schrift (z. B. Mongolische Schrift, klassisches Chinesisch)
- Diakritische Zeichen um einen Buchstaben (z. B. Indischer Schriftenkreis)
- Kontextsensitive Darstellung (vor allem arabisch, aber auch häufig in anderen Schriftsystemen anzutreffen)
- Die ostasiatischen Schriften Chinesisch, Japanisch und Koreanisch – unabhängig von Schriftrichtung, aber mit spezieller Textweite (entsprechend Schriftschnitt und Dickte anderer Schriften) – werden gesondert als CJK zusammengefasst.

Layouttabellen werden meistens in den jeweiligen Schriften mit OpenType oder einer vergleichbaren Technologie definiert, und dann von der Anwendung ausgewertet und verarbeitet.